# Somos Uno (concierto)

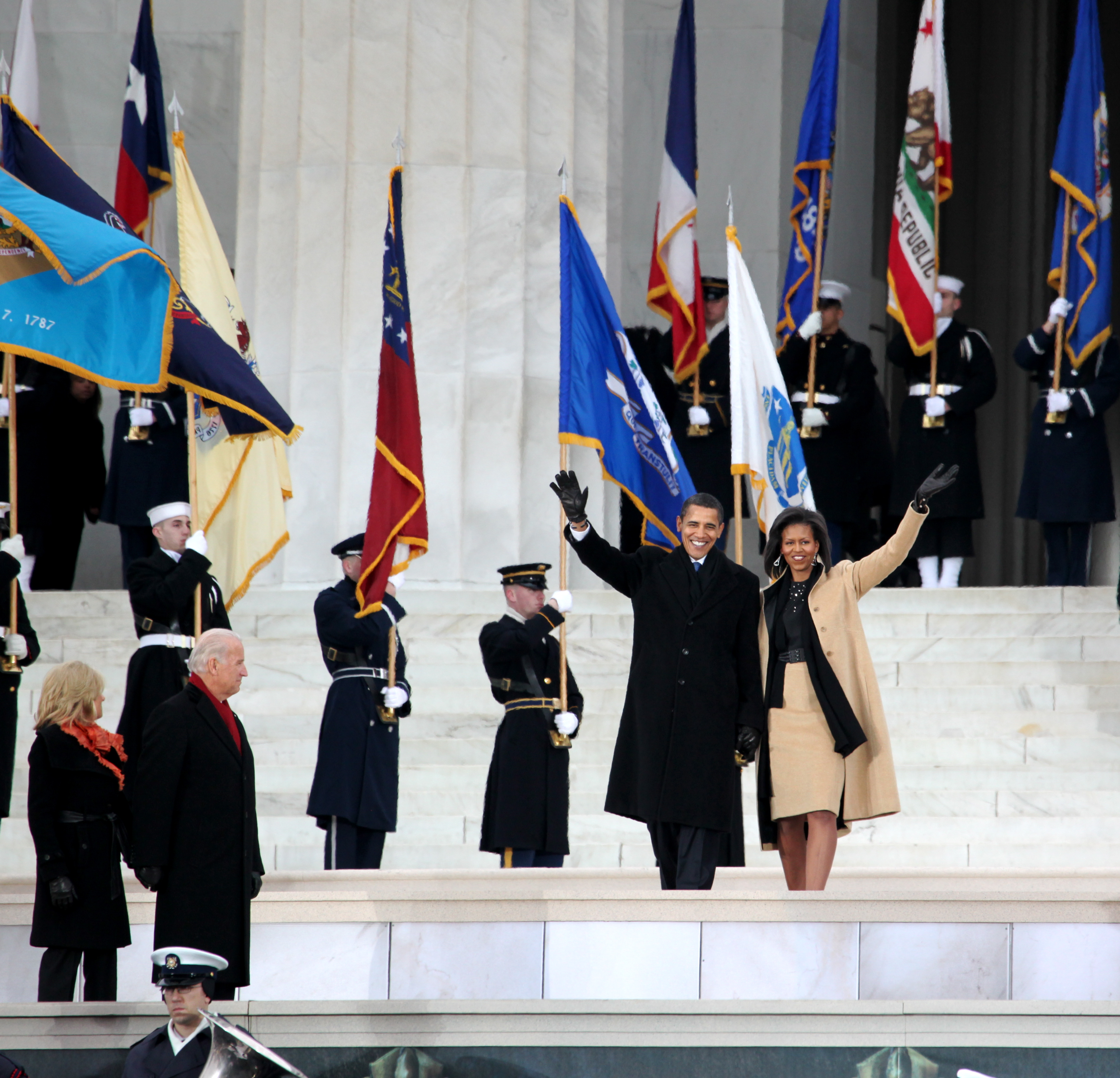
Barack Obama y Michelle Obama en el concierto 'We Are One'.

Somos Uno: La Celebración Inaugural de Obama en el Lincoln Memorial (en inglés: We Are One) fue un concierto público para dar la bienvenida a Barack Obama, a pocas horas de iniciar oficialmente la inauguración presidencial, con un concierto multitudinario en el Lincoln Memorial y el National Mall en Washington D. C., el 18 de enero de 2009. Según estimaciones asistieron más de 400,000 personas. Entre las estrellas que participaron se encuentran Bruce Springsteen, U2, Sheryl Crow, Stevie Wonder, Shakira, Beyoncé, Garth Brooks , Don Omar, Pete Seeger, y por último Jon Bon Jovi. Entre los oradores se encontraron Denzel Washington, Tom Hanks y Jamie Foxx.
El Obispo Episcopal de New Hampshire Gene Robinson dio la oración inicial para la apertura de la celebración.
El concierto fue gratis y transmitido en vivo por HBO, para las personas con televisión por cable. La Prensa Asociada la llamó de “una producción impecable con múltiples ángulos de cámara y un majestuoso telón de fondo de la estatua gigante de Abraham Lincoln.”

## Artistas
Los artistas que cantaron fueron: Beyoncé, Mary J. Blige, Jon Bon Jovi, Garth Brooks, Sheryl Crow, Renée Fleming, Caleb Green, Josh Groban, Herbie Hancock, Heather Headley, Don Omar, Bettye Lavette, John Legend, Jennifer Nettles, John Mellencamp, Pete Seeger, Shakira, Bruce Springsteen, James Taylor, U2, Usher, Will.I.Am, Stevie Wonder y Miley Cyrus (esta última solo en la fiesta de la hija de Obama).
Los oradores que estuvieron presente, leyeron por lo general pasajes históricos: Jack Black, Steve Carell, Rosario Dawson, Jamie Foxx, Tom Hanks, Ashley Judd, Martin Luther King III, Queen Latifah, Laura Linney, George López, Kal Penn, Marisa Tomei, Usher, Forest Whitaker y Tiger Woods.